# Cameron Bayly
Cameron Bayly (11 d'octubre de 1990) és un ciclista australià. Professional des del 2014, actualment milita a l'equip IsoWhey Sports SwissWellness.

## Palmarès
- 2015
  - Vencedor d'una etapa a la Volta al llac Taihu
- 2018
  - Vencedor d'una etapa al Tour de Taiwan